# Het Vierde Gesticht (Veenhuizen)
Het vierde gesticht is de naam die werd gegeven aan de algemene begraafplaats van Veenhuizen ten behoeve van de drie gestichten van de Maatschappij van Weldadigheid. Deze begraafplaats bevindt zich ongeveer twee kilometer buiten Veenhuizen op een wat hoger gelegen terrein, omdat op de oorspronkelijke begraafplaatsen bij de protestantse en katholieke kerken het grondwater al op circa 50 tot 80 centimeter diepte bereikt werd. Maatregelen om deze terreintjes te irrigeren werden te kostbaar gevonden. Ook de begraafplaats van Norg was niet berekend op het grote aantal sterfgevallen in de gestichten van Veenhuizen. Besloten werd om de hoger gelegen esgrond even ten oosten van het tweede gesticht te gaan gebruiken als begraafplaats.
De drie gestichten in Veenhuizen waren bestemd voor de opvang van bedelaars, wezen en armen uit alle delen van Nederland. Iedereen die in deze gestichten overleed eindigde uiteindelijk in wat in de volksmond genoemd werd het vierde en laatste gesticht. In het begin werden de doden in naamloze graven begraven. Later kwam hier verandering in en werden er ook bordjes bij de graven geplaatst.

## Verschillende vakken
Op de begraafplaats zijn verschillende vakken met overledenen te vinden. De verpleegden, zoals de gestichtsbewoners werden genoemd, werden apart begaven, gescheiden van de ambtenaren van de maatschappij. Ook protestanten en rooms-katholieken werden apart van elkaar begraven. In het vak voor Hervormde armen werden 10.000 personen begraven door het meermaals schudden van de graven.
Ook werd er een vak ingericht voor gestorven Belgische vluchtelingen die naar Nederland kwamen tijdens de Eerste Wereldoorlog. Voor hen diende Veenhuizen als opvangcentrum. Ook werden er afzonderlijke vakken ingericht voor katholieken die niet in gewijde grond begraven mochten worden en voor bejaarden. Joodse 'verpleegden" en Joodse werknemers werden hier niet begraven. Voor hen was een afzonderlijke begraafplaats ingericht.
In totaal liggen er in het vierde gesticht zo’n 16.000 mensen begraven. De schattingen lopen echter uiteen van 15.000 tot 20.000, waarvan zo'n 1500 wezen, vondelingen en verlaten kinderen.

## Erfgoed
In 1995 is de Werkgroep Begraafplaats Veenhuizen door vrijwilligers opgericht omdat verwaarlozing dreigde. Een van de oorzaken van het gebrekkig onderhoud was dat de begraafplaats tot 1983 niet toegankelijk was voor nabestaanden. In 2005 kreeg de begraafplaats de status van rijksmonument.